# Liste der Baudenkmäler in Wertach

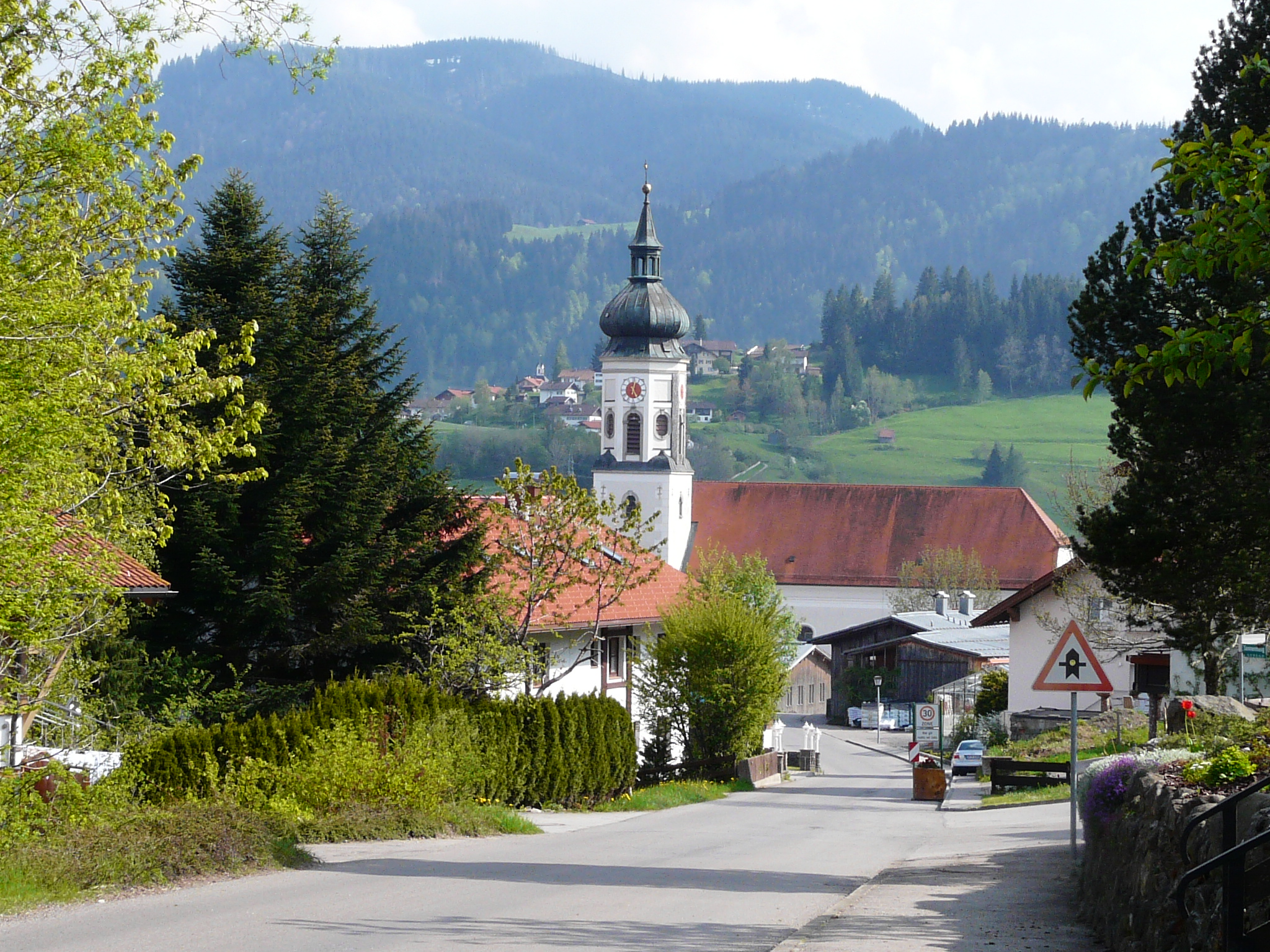
Wertach im Oberallgäu

Auf dieser Seite sind die Baudenkmäler in dem schwäbischen Markt Wertach zusammengestellt. Diese Tabelle ist eine Teilliste der Liste der Baudenkmäler in Bayern. Grundlage ist die Bayerische Denkmalliste, die auf Basis des Bayerischen Denkmalschutzgesetzes vom 1. Oktober 1973 erstmals erstellt wurde und seither durch das Bayerische Landesamt für Denkmalpflege geführt wird. Die folgenden Angaben ersetzen nicht die rechtsverbindliche Auskunft der Denkmalschutzbehörde.

## Baudenkmäler nach Ortsteilen

### Wertach
| Lage                                                        | Objekt                             | Beschreibung | Akten-Nr.     | Bild                     |
| ----------------------------------------------------------- | ---------------------------------- | --- | ------------- | ------------------------ |
| Bahnhofstraße 15 (Standort)                                 | Bauernhaus                         | zweigeschossiger Flachsatteldachbau mit gedrehten Bügen und Hakenschopf, 1. Drittel 19. Jahrhundert | D-7-80-145-1  | Bauernhaus               |
| Grüntenseestraße 30 (Standort)                              | Katholische Kapelle St. Sebastian  | sog. Kleine Wies, Saalbau mit eingezogenem Chor, Dachreiter und östlichem Sakristeianbau, Chor im Kern 1512, Langhaus von Bernhard Metz, 1762/63; mit Ausstattung. | D-7-80-145-3  | weitere Bilder           |
| Grüntenseestraße 35 (Standort)                              | Ehemalige Hammerschmiede           | zweigeschossiger, teilweise verschindelter Blockbau mit Satteldach, Wirtschaftsteil verändert, im Kern 18./19. Jahrhundert | D-7-80-145-4  | Ehemalige Hammerschmiede |
| Marktstraße 37 (Standort)                                   | Ehemaliges Bauernhaus              | zweigeschossiger Flachsatteldachbau mit gekehlten Balkenköpfen, im Kern 1. Hälfte 18. Jahrhundert | D-7-80-145-6  | BW                       |
| Schimmelreiterweg 3 (Standort)                              | Bauernhaus                         | zweigeschossiger, verschindelter Blockbau mit Schleppdach, Wirtschaftsteil erneuert, im Kern 18. Jahrhundert | D-7-80-145-9  | Bauernhaus               |
| Sonnenhang 3 (Standort)                                     | Ehemaliges Kaplanhaus              | zweigeschossiger, teils verputzter, teils verschindelter Blockbau mit Flachsattel- und Klebdach, Anfang 18. Jahrhundert | D-7-80-145-10 | Ehemaliges Kaplanhaus    |
| Sorgalpe 1 (ca. 5 km südsüdöstlich von Wertach) (Standort)  | Vordere Sorg Alpe                  | erdgeschossiger Holzbau mit Satteldach auf Bruchsteinsockel, im Kern wohl Mitte 16. Jahrhundert, um 1900 erneuert. | D-7-80-145-12 | Vordere Sorg Alpe        |
| Sankt-Ulrich-Straße, neben dem Friedhofseingang. (Standort) | Sühnekreuz                         | Tuffstein, 15./16. Jahrhundert; | D-7-80-145-11 | Sühnekreuz               |
| Sankt-Ulrich-Straße 11 (Standort)                           | Katholische Pfarrkirche St. Ulrich | Saalbau mit eingezogenem Chor und nördlichem Turm mit Zwiebelhaube, Turmunterbau gotisch, von Caspar Feichtmayr, 1683–85, Umgestaltungen 1755/56 und 2. Hälfte 19. Jahrhundert, Wiederaufbau nach Brand nach Plänen von Hugo von Höfl 1894/95, Erweiterung 1979; mit Ausstattung. | D-7-80-145-7  | weitere Bilder           |
| Sankt-Ulrich-Straße 13 (Standort)                           | Pfarrhaus                          | zweigeschossiger, verschindelter Blockbau mit Flachsatteldach, 1695. | D-7-80-145-8  | Pfarrhaus                |

### Bichel
| Lage                | Objekt                        | Beschreibung | Akten-Nr.     | Bild                          |
| ------------------- | ----------------------------- | --- | ------------- | ----------------------------- |
| Bichel 3 (Standort) | Katholische Kapelle St. Benno | Katholische Kapelle St. Benno, Walmdachbau mit halbrundem Schluss und südlichem Turm mit Spitzhelm, 1767, Turm 1905; mit Ausstattung. | D-7-80-145-13 | Katholische Kapelle St. Benno |

### Gereute
| Lage                  | Objekt                                | Beschreibung | Akten-Nr.     | Bild                                  |
| --------------------- | ------------------------------------- | --- | ------------- | ------------------------------------- |
| In Gereute (Standort) | Katholische Kapelle Mariä Heimsuchung | Katholische Kapelle Mariä Heimsuchung, Rechteckbau mit dreiseitigem Schluss und Dachreiter, 1717; mit Ausstattung. | D-7-80-145-14 | Katholische Kapelle Mariä Heimsuchung |

### Hinterreute
| Lage                         | Objekt                              | Beschreibung | Akten-Nr.              | Bild           |
| ---------------------------- | ----------------------------------- | --- | ---------------------- | -------------- |
| Hinterreute 6 (Standort)     | Bauernhaus                          | Wohnteil des Bauernhauses, zweigeschossiger verschindelter Flachsatteldachbau, Mitte des 19. Jahrhunderts errichtet, 1927 umgebaut.                                                            | D-7-80-145-26          | Bauernhaus     |
| Hinterreute 7 1/3 (Standort) | Katholische Kapelle St. Franz Xaver | Katholische Kapelle St. Franz Xaver, Saalbau mit eingezogenem, halbrund geschlossenem Chor und Dachreiter, 2. Hälfte 17. Jahrhundert, Dachreiter wohl frühes 20. Jahrhundert; mit Ausstattung. | D-7-80-145-15 Wikidata | weitere Bilder |

### Hinterschneid
| Lage                       | Objekt                                   | Beschreibung | Akten-Nr.     | Bild                                     |
| -------------------------- | ---------------------------------------- | --- | ------------- | ---------------------------------------- |
| Hinterschneid 8 (Standort) | Katholische Kapelle St. Joachim und Anna | Katholische Kapelle St. Joachim und Anna, Saalbau mit leicht eingezogenem, halbrundem Schluss und Dachreiter, 1829; mit Ausstattung. | D-7-80-145-16 | Katholische Kapelle St. Joachim und Anna |

### Oberellegg
| Lage                     | Objekt                                 | Beschreibung | Akten-Nr.     | Bild                                   |
| ------------------------ | -------------------------------------- | --- | ------------- | -------------------------------------- |
| In Oberellegg (Standort) | Katholische Kapelle Vierzehn Nothelfer | Katholische Kapelle Vierzehn Nothelfer, Rechteckbau mit leicht eingezogenem, dreiseitigem Schluss, Ende 18. Jahrhundert; mit Ausstattung. | D-7-80-145-17 | Katholische Kapelle Vierzehn Nothelfer |
| Oberellegg 7 (Standort)  | Ehemaliges Bauernhaus                  | Ehemaliges Bauernhaus, zweigeschossiger, verputzter Blockbau mit flachem Satteldach und ausgebautem Längsschopf, 18. Jahrhundert          | D-7-80-145-18 | Ehemaliges Bauernhaus                  |

### Unterellegg
| Lage                     | Objekt     | Beschreibung | Akten-Nr.     | Bild       |
| ------------------------ | ---------- | --- | ------------- | ---------- |
| Unterellegg 1 (Standort) | Bauernhaus | Bauernhaus, zweigeschossiger, verputzter Blockbau mit flachem Satteldach und Hakenschopf, 18. Jahrhundert                           | D-7-80-145-19 | Bauernhaus |
| Unterellegg 2 (Standort) | Bauernhaus | Bauernhaus, zweigeschossiger, verputzter Blockbau mit flachem Satteldach und offener Riegelwand am Wirtschaftsteil, 18. Jahrhundert | D-7-80-145-20 | Bauernhaus |

### Vorderreute
| Lage                      | Objekt                      | Beschreibung | Akten-Nr.     | Bild                        |
| ------------------------- | --------------------------- | --- | ------------- | --------------------------- |
| Vorderreute 13 (Standort) | Bauernhaus                  | Bauernhaus, zweigeschossiger Mitterstallbau, verputzter Blockbau mit flachem Satteldach und verbrettertem Giebel, Mitte 18. Jahrhundert                 | D-7-80-145-22 | Bauernhaus                  |
| Vorderreute 23 (Standort) | Wohnteil eines Bauernhauses | Wohnteil eines Bauernhauses, stattlicher zweigeschossiger, verschindelter Blockbau mit kräftig ausladenden Klebdächern und flachem Satteldach, um 1820. | D-7-80-145-23 | Wohnteil eines Bauernhauses |
| Vorderreute 24 (Standort) | Historische Ausstattung     | Historische Ausstattung in Kapellenneubau von 1989, 19. Jahrhundert                                                                                     | D-7-80-145-21 | BW                          |

### Vorderschneid
| Lage                       | Objekt                | Beschreibung | Akten-Nr.     | Bild                  |
| -------------------------- | --------------------- | --- | ------------- | --------------------- |
| Vorderschneid 1 (Standort) | Ehemaliges Bauernhaus | Ehemaliges Bauernhaus, zweigeschossiger, verputzter Blockbau mit Flachsatteldach, nordseitig verbrettert, mit „Füllebrugg“, 17./18. Jahrhundert                                       | D-7-80-145-24 | Ehemaliges Bauernhaus |
| Vorderschneid 6 (Standort) | Ehemaliges Bauernhaus | Ehemaliges Bauernhaus, zweigeschossiger, verputzter Blockbau mit Flachsatteldach, Wirtschaftsteil z. T. in offenem Riegelwerk, mit „Füllebrugg“ und Gänter, 2. Hälfte 18. Jahrhundert | D-7-80-145-25 | Ehemaliges Bauernhaus |